# Gampsocera tarsalis
Gampsocera tarsalis är en tvåvingeart som beskrevs av Becker 1911. Gampsocera tarsalis ingår i släktet Gampsocera och familjen fritflugor. Inga underarter finns listade i Catalogue of Life.